# Dans l'ombre du harem
Pour plus de détails, voir Fiche technique et Distribution.
Dans l'ombre du harem est un film français réalisé par André Liabel et Léon Mathot, sorti en 1928.

## Fiche technique
- Titre : Dans l'ombre du harem
- Réalisation : André Liabel et Léon Mathot
- Scénario : André Liabel et Léon Mathot, d'après la pièce de Lucien Besnard
- Photographie : Willy Faktorovitch
- Pays de production :  France
- Production : Paris International Film
- Date de sortie : France, 6 juillet 1928

## Distribution
- Léon Mathot : l'Émir Si Abd-el-Nacer
- Louise Lagrange : Simone de Montfort
- René Maupré : Roger de Montfort
- Jackie Monnier : la princesse Djebellen Nour
- Renée Veller : la princesse Leïla
- Marie-Thérèse Kolb : la servante Habiba
- Georget : l'eunuque
- Roger Huguenet : Gilbert de Montfort
- André Volbert : le Gouverneur
- Bouziane : Si Gidali, le chef de la police de l'Émir
- Luce Joly
- Robert Mérin
- Diana Kotchaki
- Mag Landry
- Simone d'Al-Al